# Алборов, Асланбек
Асланбек Алборов (осет. Æлборты Аслæнбег; род. 2 апреля 1991, Владикавказ) — азербайджанский борец вольного стиля осетинского происхождения. На чемпионате мира 2017 года завоевал бронзовую медаль в весовой категории до 97 кг. Призёр чемпионата Европы 2020 года. Чемпион Европы среди юниоров 2011 года.
В феврале 2020 года на чемпионате континента в итальянской столице, в весовой категории до 92 кг Асланбек в схватке за бронзовую медаль поборол спортсмена из Грузии Ираклия Мцитури и завоевал бронзовую медаль европейского первенства.